# O Aquário de Eva
O Aquário de Eva foi uma série, produzida pelas Ilha Produções para a Telecinco, emitida originalmente entre 10 de janeiro de 2010 e 4 de dezembro de 2011.

## História
Desde o domingo de 10 de janeiro de 2010 até o domingo de 7 de fevereiro de 2010 esteve a emitir-se a cada domingo às 21:45 no canal Telecinco, mas desde 14 de fevereiro de 2010 emitiu-se exclusivamente para o canal LaSiete no mesmo horário, sendo uma das principais apostas de produção própria deste canal, dirigido especialmente ao público jovem.
Desde 5 de abril de 2010 começou-se a emitir diariamente no canal LaSiete de segunda-feira a sexta-feira, às 22:15. Com 150.000 seguidores no Facebook (maio de 2012), e perto de 8.000 seguidores no Twitter (maio de 2012), o registo a mais de um milhão de descargas de vídeos da página site oficial ou um total de 4.300.000 de visitas foram sinais do sucesso.
A série em Espanha tem sido emitida no canal Telecinco, Fábrica de Ficção, LaSiete e remeteu-se em Nove para os fins de semana, às 10:00, com bons resultados de audiência a rondarem 1,4%.
Na segunda temporada, inclui-se Alfonso Bassave como Pep, companheiro de Eva, o qual reparte os seus pacientes, surgindo entre eles os dois uma relação bastante tensa. Também chegam novos pacientes, além de deixar de aparecer Martín, já que seu caso se soluciona na primeira temporada.
A princípio de maio de 2010, Alexandra Jiménez confirmou que a série tinha assinado por mais duas temporadas, fazendo um total de três temporadas. A 15 de junho de 2010 confirma-se que a terceira temporada terá 65 novos capítulos, ademais que terá uma quarta de outros 65.
A partir de 20 de setembro de 2010 emitiu-se de segunda-feira a sexta-feira, às 20:00, no canal LaSiete. A 18 de outubro volta a mudar o seu horário às 18:30, devido ao início da duo-décima edição de Grande Irmão.
Desde o começo da 4ª temporada, em 2011, pensava-se emitir no canal Quatro mas, sem oco algum, Mediaset Espanha decidiu seguir com reposições, no seu canal feminino Divinity.
A começo de setembro, decidiu-se que FactoríaDeFicción, estrearia a 4ª temporada. A série estreou-se em 17 de setembro de 2011 em horário de sobremesa.
A quarta temporada estreou-se com 227.000 espectadores e com 1,8% de quota de ecrã, que correspondia a 1,4 pontos menos na quota diária de FDF.. Finalmente, a série despediu-se dos espectadores em 4 de dezembro de 2011 por causa de uma queda de audiência.
Em 6 de setembro do 2012, no episódio 1x07 da série Frágeis, os atores Alexandra Jiménez, Marta Poveda e Antonio Muñoz de Mesa retomam seus papéis de Eva, López e César. Descobrimos que a López e César estão comprometidos, e que Eva deixou o instituto.

## Argumento
A série recolhe a evolução de um grupo de adolescentes que vão à consulta da psicóloga Eva Padrón num instituto, para resolver diferentes problemas de sua vida quotidiana. Na segunda e sucessivas temporadas, há outra consulta de psicologia no mesmo instituto, cujo titular varia na cada temporada. Ademais, a série aborda as histórias pessoais da própria psicóloga e a da sua irmã, com a que partilha o seu apartamento.

## Capítulos
| Temporada | Temporada | Episódios              | Estreia                | Final                 | Audiência média | Audiência média |
| Temporada | Temporada | Episódios              | Estreia                | Final                 | Espectadores    | Quota de ecrã   |
| --------- | --------- | ---------------------- | ---------------------- | --------------------- | --------------- | --------------- |
| 1         | 65        | 10 de janeiro de 2010  | 23 de maio de 2010     | 10,1%*                |                 |                 |
| 2         | 65        | 24 de maio de 2010     | 22 de agosto de 2010   | 9,9%*                 |                 |                 |
| 3         | 65        | 30 de agosto de 2010   | 26 de novembro de 2010 | 0,7%*                 |                 |                 |
| 4         | 52        | 17 de setembro de 2011 | 4 de dezembro de 2011  | 153.000*              | 1,24%*          |                 |
| Total     | Total     | 247                    | 10 de janeiro de 2010  | 4 de dezembro de 2011 |                 |                 |

* Até 18 de setembro de 2011

## Quadro de pacientes
| A pecera de Eva | A pecera de Eva       | A pecera de Eva | A pecera de Eva |
| Aluno           | Psicólogo encarregado | Temporadas      | Problema a tratar |
| --------------- | --------------------- | --------------- | --- |
| Olivia          | Eva, Lopez            | 1, 2, 3, 4      | Promiscuidad, medo à solidão |
| Nacho           | Eva                   | 1, , 3          | Timidez devido a seu tartamudez, tem mau conceito de "ser sociable", obsesión com seu ex noiva Olivia                                          |
| Fernando        | Eva                   | 1, 2, 3         | Culpabilidad depois de ter matado a seu melhor amigo que deriva em solidão e soberba                                                           |
| Hugo            | Eva                   | 1, 2, 3, 4      | Masturbación excessiva, insegurança |
| Leio            | Eva                   | 1, 2            | Atitude desafiante e rebelde em frente à autoridade paterna, perda de cor em curto prazo causada por um acidente                               |
| Esther          | Eva                   | 1, 2            | Não aceitação da realidade do meio familiar e princípio de depressão(tentativa de suicídio)                                                    |
| Maca            | Eva                   | 1, 2            | Baixa autoestima por obesidad mórbida, aversão ao contacto                                                                                     |
| Martín          | Eva                   | 1               | Não adaptação em Espanha que deriva em marginación e atitude soberba                                                                           |
| Ari             | Eva e López           | 2, 3            | Problemas derivados de sua herança latina e, mais tarde, de sua condição homossexual                                                           |
| Carla           | Eva                   | 2               | Obsesión pela imagem que deriva num início de anorexia                                                                                         |
| Jaki            | Pep                   | 2, 3            | Vício aos videojuegos e inadaptación social |
| Manu            | Pep                   | 2               | Profunda religiosidad que deriva para uma rejeição por parte dos demais. Rejeição e timidez em frente ao sexo oposto                           |
| Ulisses         | Pep                   | 2               | Mau comportamento causado por superdotación intelectual não diagnosticada                                                                      |
| Javi "O Gorras" | Eva                   | 1, 2, 3         | Rebeldia. Falta de respeito pelas mulheres cuja causa subjacente é um acidente cerebral que sofreu sua mãe e que a deixou em estado vegetativo |
| Sonia           | Eva e César           | 3,4             | Atitude violenta e desafiante surgida depois do divórcio de seus pais, Maltratos por parte de seu noivo Rober                                  |
| Rober           | Eva                   | 3,4             | Atitude violenta e desafiante devido a sua insegurança                                                                                         |
| Andrés          | Eva                   | 3               | Insegurança e sumisión que derivam em rebeldia                                                                                                 |
| Malik           | Eva                   | 3               | Atitude violenta e abusiva em frente a qualquer autoridade                                                                                     |
| Taher           | Eva                   | 3,4             | Solidão e falta de adaptação por ser imigrante de origem marroquina                                                                            |
| Teo             | Eva                   | 3               | Falta de confiança em se mesmo(parte da classe de diversificação encomendada a Eva)                                                            |
| Big-Bang        | Eva                   | 3,4             | Problemas fraternales derivados da convivência                                                                                                 |
| Bilhete         | Eva                   | 3,4             | Problemas fraternales derivados da convivência e problemas de autoridade com sua mãe                                                           |
| Toni            | César                 | 3               | Vigorexia que deriva em impotencia sexual |
| Patri           | César                 | 3               | Não se sentir valorizada por seu noivo |
| Ana             | César                 | 3,4             | Não aceitação do desenvolvimento de seu corpo, Transtornos por sua mudança de personalidade                                                    |
| Fabián          | César                 | 3               | Problemas derivados de sua condição homossexual                                                                                                |
| Bea             | Lopez                 | 4               | Falta de confiança e insegurança o que lhe leva a excesso de ira e autoridade vendo a todos como inimigos                                      |
| Andrea          | César                 | 4               | Problemas com sua mãe (bailarina frustrada) que lhe obriga a ser bailarina                                                                     |
| Poli            | Lopez                 | 4               | Inadaptación social, Inteligência por embaixo da média                                                                                         |
| Juan            | César                 | 4               | Excesso de autoridade, Não valoriza o que tem derrochando todo o dinheiro que seus pais lhe proporcionam                                       |
| Pilar           | César                 | 3,4             | Problemas derivados de sua breve relação com Fabian e da pouca autoridade que seus pais exercem sobre ela                                      |
| Carolina        | César                 | 4               | Problemas de aceitação de uma doença rara que lhe diagnosticam com quinze anos                                                                 |

## Personagens

### Alexandra Jiménez éEva Padrón
Jovem treintañera intuitiva, espontánea e muito heterodoxa tanto em seu trabalho como em sua vida privada que terá que fazer frente a um episódio de seu passado que tem tido consequências trascendentales: quando tinha 15 anos, ficou grávida de seu noivo e a seu filho o deu em adopção, agora na actualidade seu filho estuda no mesmo instituto onde ela exerce como psicóloga. Na segunda temporada podemos ver que já sabe quem é seu filho. Quando este o descobre faz uma série de acções que acarretassem consequência para Eva. Temporada 1-2-3-4

### Ana do Rei éOlivia Gómez
Olivia é uma garota promiscua com medo à solidão que tentará resolver seus problemas na consulta da psicóloga do colégio. Temporada 1-2-3-4

### Javier Sesmilo éHugo Vermelho
Hugo é um garoto que passa desapercibido para todos seus colegas, até que é descoberto masturbándose em classe. A partir daí começa a ir à consulta de Eva, descobrindo-se assim a sobreprotección e pressiono que exerce seu pai sobre ele. Temporada 1-2-3-4

### María Hervás éSonia Gómez Luján
É provocadora, irrespetuosa e violenta. Por trás desta macarra de manual esconde-se uma menina que viu como seus pais se divorciavam, refaziam suas vidas e a ela só lhe ficava uma mochila que carregava de uma casa a outra a cada semana. Temporada 3-4

### Ahmed Younoussi éMalik Adil
O garoto com o que ninguém se mete, ao que todos temem, incluídos os profesores.es o líder.Ele é mau para valer e vai ser quem realmente faça sofrer a Eva. Mas, como todos os maus, Malik também tem seu ponto débil, e Eva não vai parar até o descobrir. Temporada 3-4

### Antonio Muñoz de Mesa éCésar Camacho
O novo psicólogo do instituto. É jovem, doce e algo inseguro. Seus pacientes levam-se muito bem com ele: seu empatía e talento são só algumas das grandes dotes que tem para os tratar. Mas um dia recebe uma má notícia: acaba-se de inteirar de que é portador do vírus do AIDS. E dá-lhe muitíssimo medo: que vai fazer agora...? Temporada 3-4